# Совхозный (Балахнинский район)
Совхозный — поселок в Балахнинском муниципальном округе Нижегородской области.

## География
Поселок находится в западной части Нижегородской на расстоянии приблизительно 4 километра (по прямой) на северо-запад от города Балахны, административного центра района. 

## История
До 2020 года входил в  Кочергинский сельсовет Балахнинского района до его упразднения.

## Население
Постоянное население составляло 930 человек (русские 97%) в 2002 году, 864 в 2010.